# Truus Klapwijk
Truus Klapwijk   (Rotterdam, 2 de gener de 1904 - Rotterdam, 3 de maig de 1991) va ser una nedadora i saltadora neerlandesa que va competir durant la dècada de 1920.
El 1924 va prendre part en els Jocs Olímpics de París, on va disputar dues proves del programa de natació. Fou sisena en els 100 metres lliures i quedà eliminada en sèries en els 400 metres lliures. En aquests mateix Jocs quedà eliminada en sèries en la prova del trampolí de 3 metres del programa de salts. Quatre anys més tard als Jocs d'Amsterdam, disputà les dues proves del programa de salts. Fou setena en el trampolí de 3 metres, mentre en el salt de palanca quedà eliminada en sèries.
En el seu palmarès destaca una medalla de plata al Campionat d'Europa de natació de 1927 en el 4×100 metres lliures, formant equip amb Willy den Turk, Marie Braun i Maria Vierdag.